# Віктор Баворовський (колекціонер)
Віктор Баворовський гербу Прус ІІ (1826, Колтів, нині Золочівський район, Львівська область — 3 грудня 1894, Львів) — граф, перекладач світової літератури польською мовою, бібліофіл, колекціонер, представник роду Баворовських. Засновник «Бібліотеки Баворовських» в Арсеналі Сенявських (Львів; нині Відділ мистецтв Львівської наукової бібліотеки ім. В.Стефаника НАН України).

## Життєпис
Батько — граф Юзеф Баворовський (1780—1841), мати — Феліція з роду графів Стаженських (пом. 1837). Після смерті батьків його опікуном став вуйко — граф Міхал Стаженський. Віктора та його брата Влодзімєжа він віддав навчатися до Львова, де їхнім учителем був, зокрема, Юрґас — педагог пруського походження.
Постійно мешкав у своєму маєтку в с. Острів (нині Тернопільського району однойменної області).
У 1857 році запрошував Йоахіма Лелевеля завідувати його колекціями, але той відмовився, щоби померти в притулку. Того року, правдоподібно, за зібрані колекції став членом-кореспондентом Наукового товариства у Кракові.
Його ощадливість була на межі зі скупістю, тому «панство» уникало відвідувати його маєток в Острові, щоби не зазнати голоду.
Захворів хворобою очей, яка прогресувала та загрожувала цілковитою сліпотою. Це й стало головною причиною того, що наклав на себе руки.
Похований у костелі святого Вацлава у Баворові, де у фамільному гробівці спочиває вся родина Баворовських.